# Tassonomia delle Apiaceae
La famiglia Apiaceae viene suddivisa in 4 sottofamiglie: Apioideae, Azorelloideae, Mackinlayoideae e Saniculoideae, che raggruppano circa 3000 specie in oltre 400 generi.

## Sottofamiglia Azorelloideae
- Asteriscium Cham. & Schltdl.
- Azorella Lam.
- Bolax Comm. ex Juss.
- Bowlesia Ruiz & Pav.
- Dichosciadium Domin
- Dickinsia Franch.
- Diplaspis Hook.f.
- Diposis DC.
- Domeykoa Phil.
- Drusa DC.
- Eremocharis Phil.
- Gymnophyton Clos
- Homalocarpus Hook. & Arn.
- Oschatzia Walp.
- Pozoa Lag.
- Spananthe Jacq.

## Sottofamiglia Mackinlayoideae
- Actinotus Labill.
- Apiopetalum Baill
- Brachyscias J.M.Hart & Henwood
- Centella L.
- Chlaenosciadium C.Norman
- Mackinlaya F.Muell
- Micropleura Lag.
- Pentapeltis Bunge
- Schoenolaena Bunge
- Xanthosia Rudge

## Sottofamiglia Saniculoideae
- Actinolema Fenzl
- Alepidea F.Delaroche
- Arctopus L.
- Astrantia L.
- Eryngium Tourn. ex L.
- Petagnaea Caruel
- Polemanniopsis B.L.Burtt
- Sanicula L.
- Steganotaeni Hochst.

## Sottofamiglia Apioideae
- Tribù Aciphylleae
  - Aciphylla J.R.Forst. & G.Forst.
  - Anisotome Hook.f.
  - Gingidia J.W.Dawson
  - Lignocarpa J.W.Dawson
  - Scandia J.W.Dawson
- Tribù Annesorhizeae
  - Annesorhiza Cham. & Schltdl.
  - Astydamia DC.
  - Chamarea Eckl. & Zeyh.
  - Ezosciadium B.L.Burtt
  - Itasina Raf.
  - Molopospermum W.D.J.Koch
- Tribù Apieae
  - Ammi L.
  - Anethum L.
  - Apium L.
  - Billburttia Magee & B.-E.van Wyk
  - Deverra DC.
  - Foeniculum Mill.
  - Modesciadium P.Vargas & Jim.Mejías
  - Naufraga Constance & Cannon
  - Petroselinum Hill
  - Pseudoridolfia Reduron, Mathez & S.R.Downie
  - Ridolfia Moris
  - Rutheopsis A.Hansen & G.Kunkel
  - Schoenoselinum Jim.Mejías & P.Vargas
  - Sclerosciadium W.D.J.Koch ex DC.
  - Stoibrax Raf.
  - Visnaga Mill.
- Tribù Bupleureae
  - Bupleurum L.
  - Hohenackeria Fisch. & C.A.Mey.
- Tribù Careae
  - Aegokeras Raf.
  - Aegopodium L.
  - Caropodium Stapf & Wettst.
  - Carum L.
  - Chamaesciadium C.A.Mey.
  - Falcaria Fabr.
  - Fuernrohria K.Koch
  - Gongylosciadium Rech.f.
  - Grammosciadium DC.
  - Hladnikia Rchb.
  - Ptychotis W.D.J.Koch
  - Rhabdosciadium Boiss.
  - Vinogradovia Bani, D.A.German & M.A.Koch
- Tribù Chamaesieae
  - Chamaesium H.Wolff
  - Shrirangia Gosavi, Madhav & Chandore
- Tribù Choritaenieae
  - Choritaenia Benth.
- Tribù Coriandreae
  - Bifora Hoffm.
  - Coriandrum L.
  - Krubera Hoffm.
- Tribù Echinophoreae
  - Anisosciadium DC.
  - Dicyclophora Boiss.
  - Echinophora Tourn. ex L.
  - Ergocarpon C.C.Towns.
  - Mediasia Pimenov
  - Nirarathamnos Balf.f.
  - Physotrichia Hiern
  - Pseudoselinum C.Norman
  - Pycnocycla Lindl.
- Tribù Erigenieae
  - Erigenia Nutt.
- Tribù Heteromorpheae
  - Andriana B.-E.van Wyk
  - Anginon Raf.
  - Anisopoda Baker
  - Cannaboides B.-E.van Wyk
  - Dracosciadium Hilliard & B.L.Burtt
  - Glia Sond.
  - Heteromorpha Cham. & Schltdl.
  - Normantha P.J.D.Winter & B.-E.van Wyk
  - Polemannia Eckl. & Zeyh.
  - Pseudocannaboides B.-E.van Wyk
  - Pseudocarum C.Norman
  - Tana B.-E.van Wyk
- Tribù Komaroviopsideae
  - Calyptrosciadium Rech.f. & Kuber
  - Changium H.Wolff
  - Chuanminshen M.L.Sheh & R.H.Shan
  - Cyclorhiza M.L.Sheh & R.H.Shan
  - Komaroviopsis Doweld
  - Parasilaus Leute
  - Sphaerosciadium Pimenov & Kljuykov
- Tribù Lichtensteinieae
  - Lichtensteinia Cham. & Schltdl.
- Tribù Marlothielleae
  - Marlothiella H.Wolff
- Tribù Oenantheae
  - Apodicarpum Makino
  - Berula W.D.J.Koch
  - × Beruladium A.C.Leslie (Berula × Helosciadium)
  - Cicuta L.
  - Cryptotaenia DC.
  - Cynosciadium DC.
  - Daucosma Engelm. & A.Gray
  - Harperella Rose
  - Helosciadium W.D.J.Koch
  - Lilaeopsis Greene
  - Limnosciadium Mathias & Constance
  - Neogoezia Hemsl.
  - Oenanthe L.
  - Oxypolis Raf.
  - Perideridia Rchb.
  - Ptilimnium Raf.
  - Sium L.
  - Tiedemannia DC.
  - Trepocarpus Nutt. ex DC.
  - Trocdaris Raf.
- Tribù Phlyctidocarpeae
  - Phlyctidocarpa Cannon & W.L.Theob.
- Tribù Pimpinelleae
  - Aphanopleura Boiss.
  - Arafoe Pimenov & Lavrova
  - Demavendia Pimenov
  - Frommia H.Wolff
  - Haussknechtia Boiss.
  - Nothosmyrnium Miq.
  - Opsicarpium Mozaff.
  - Parapimpinella Fern.Prieto, Sanna & Arjona
  - Phellolophium Baker
  - Pimpinella L.
  - Psammogeton Edgew.
  - Registaniella Rech.f.
  - Similisinocarum Cauwet & Farille
  - Zeravschania Korovin
- Tribù Pleurospermeae
  - Aulacospermum Ledeb.
  - Eleutherospermum K.Koch
  - Eremodaucus Bunge
  - Grafia Rchb.
  - Hymenidium Lindl.
  - Korshinskia Lipsky
  - Physospermum Cusson
  - Pleurospermopsis C.Norman
  - Pleurospermum Hoffm.
  - Pseudotrachydium (Kljuykov, Pimenov & V.N.Tikhom.) Pimenov & Kljuykov
  - Spiroceratium H.Wolff
  - Trachydium Lindl.
- Tribù Pyramidoptereae
  - Ammoides Adans.
  - Astomaea Rchb.
  - Bunium L.
  - Crithmum L.
  - Cyclospermum Lag.
  - Elaeosticta Fenzl
  - Elwendia Boiss.
  - Froriepia K.Koch
  - Galagania Lipsky
  - Gongylotaxis Pimenov & Kljuykov
  - Hellenocarum H.Wolff
  - Hyalolaena Bunge
  - Lagoecia L.
  - Lipskya Nevski
  - Microsciadium Boiss.
  - Mogoltavia Korovin
  - Neomuretia Kljuykov, Degtjareva & Zakharova
  - Notiosciadium Speg.
  - Oedibasis Koso-Pol.
  - Oliveria Vent.
  - Oreoschimperella Rauschert
  - Ormopterum Schischk.
  - Palimbia Besser ex DC.
  - Postiella Kljuykov
  - Pyramidoptera Boiss.
  - Scaligeria DC.
  - Schrenkia Fisch. & C.A.Mey.
  - Schtschurowskia Regel & Schmalh.
  - Schulzia Spreng.
  - Sclerotiaria Korovin
  - Sison L.
  - Tamamschjanella Pimenov & Kljuykov
  - Trachyspermum Link
- Tribù Scandiceae
  - Acronema Falc. ex Edgew.
  - Ammodaucus Coss.
  - Anthriscus Pers.
  - × Anthrichaerophyllum P.Fourn. (Anthriscus × Chaerophyllum)
  - Artedia L.
  - Astrodaucus Drude
  - Athamanta L.
  - Autumnalia Pimenov
  - Caucalis L.
  - Chaerophyllopsis H.Boissieu
  - Chaerophyllum L.
  - Chaetosciadium Boiss.
  - Conopodium W.D.J.Koch
  - Cuminum Tourn. ex L.
  - Daucus L.
  - Ekimia H.Duman & M.F.Watson
  - Fergania Pimenov
  - Ferula Tourn. ex L.
  - Geocaryum Coss.
  - Glaucosciadium B.L.Burtt & P.H.Davis
  - Harrysmithia H.Wolff
  - Kafirnigania Kamelin & Kinzik.
  - Kozlovia Lipsky
  - Krasnovia Popov ex Schischk.
  - Ladyginia Lipsky
  - Laser Borkh.
  - Laserocarpum Spalik & Wojew. (*)
  - Laserpitium L.
  - Leutea Pimenov
  - Ligusticum L.
  - Lisaea Boiss.
  - Meeboldia H.Wolff
  - Myrrhis Mill.
  - Neoconopodium (Koso-Pol.) Pimenov & Kljuykov
  - Neogaya Meisn.
  - Oreocomopsis Pimenov & Kljuykov
  - Orlaya Hoffm.
  - Osmorhiza Raf.
  - Pachypleurum Ledeb.
  - Portenschlagiella Tutin (*)
  - Pternopetalum Franch.
  - Pterygopleurum Kitag.
  - Rhopalosciadium Rech.f.
  - Rupiphila Pimenov & Lavrova
  - Scandix L.
  - Siler Mill.
  - Silphiodaucus (Koso-Pol.) Spalik, Wojew., Banasiak, Piwczyński & Reduron
  - Sinocarum H.Wolff ex R.H.Shan & F.T.Pu
  - Sphallerocarpus Besser ex DC.
  - Spuriopimpinella (H.Boissieu) Kitag.
  - Szovitsia Fisch. & C.A.Mey.
  - Thapsia L.
  - Tilingia Regel & Tiling
  - Todaroa Parl.
  - Torilis Adans.
  - Turgenia Hoffm.
  - Turgeniopsis Boiss.
  - Yabea Koso-Pol.
- Tribù Selineae
  - Aethusa L.
  - Ammoselinum Torr. & A.Gray
  - Angelica L.
  - Apiastrum Nutt
  - Arracacia Bancr.
  - Carlesia Dunn
  - Chymsydia Albov
  - Cnidiocarpa Pimenov
  - Cnidium Cusson ex Juss.
  - Coaxana J.M.Coult. & Rose
  - Cortia DC.
  - Cortiella C.Norman
  - Cotopaxia Mathias & Constance
  - Coulterophytum B.L.Rob.
  - Cyathoselinum Benth.
  - Cymopterus Raf.
  - Dahliaphyllum Constance & Breedlove
  - Dichoropetalum Fenzl
  - Dimorphosciadium Pimenov
  - Donnellsmithia J.M.Coult. & Rose
  - Dystaenia Kitag.
  - Enantiophylla J.M.Coult. & Rose
  - Endressia J.Gay
  - Eurytaenia Torr. & A.Gray
  - Exoacantha Labill.
  - Ferulopsis Kitag.
  - Glehnia F.Schmidt ex Miq.
  - Harbouria J.M.Coult. & Rose
  - Johrenia DC.
  - Kadenia Lavrova & V.N.Tikhom.
  - Kailashia Pimenov & Kljuykov
  - Karatavia Pimenov & Lavrova
  - Kedarnatha P.K.Mukh. & Constance
  - Kitagawia Pimenov
  - Ledebouriella H.Wolff
  - Libanotis Haller ex Zinn
  - Ligusticopsis Leute
  - Lomatium Raf.
  - Lomatocarpa Pimenov
  - Magadania Pimenov & Lavrova
  - Mathiasella RConstance & C.L.Hitchc.
  - Melanosciadium H.Boissieu
  - Musineon Raf.
  - Myrrhidendron J.M.Coult. & Rose
  - Neonelsonia J.M.Coult. & Rose
  - Neoparrya Mathias
  - Niphogeton Schltdl.
  - Oligocladus Chodat & Wilczek
  - Oreocome Edgew.
  - Oreonana Jeps.
  - Ostericum Hoffm.
  - Ottoa Kunth
  - Paraligusticum V.N.Tikhom.
  - Perissocoeleum Mathias & Constance
  - Peucedanum L.
  - Phlojodicarpus Turcz. ex Ledeb.
  - Pilopleura Schischk.
  - Podistera S.Watson
  - Polytaenia DC.
  - Prionosciadium S.Watson
  - Rhodosciadium S.Watson
  - Rhysopterus J.M.Coult. & Rose
  - Sajanella Soják
  - Saposhnikovia Schischk.
  - Scrithacola Alava
  - Selinum L.
  - Seseli L.
  - Shoshonea Evert & Constance
  - Siculosciadium C.Brullo, Brullo, S.R.Downie & Giusso
  - Sillaphyton Pimenov
  - Spermolepis Raf.
  - Stenocoelium Ledeb.
  - Taenidia Drude
  - Taeniopetalum Vis.
  - Tauschia Schltdl.
  - Thaspium Nutt.
  - Thecocarpus Boiss.
  - Trinia Hoffm.
  - Trochiscanthes W.D.J.Koch
  - Vesper R.L.Hartm. & G.L.Nesom
  - Vicatia DC.
  - Villarrealia G.L.Nesom
  - Vvedenskya Korovin
  - Xanthogalum Avé-Lall.
  - Xyloselinum Pimenov & Kljuykov
  - Xatardia Meisn. & Zeyh.
  - Yildirimlia Doğru-Koca
  - Zizia W.D.J.Koch
- Tribù Smyrnieae
  - Lecokia DC.
  - Smyrnium L.
- Tribù Tordylieae
  - Afroligusticum C.Norman
  - Afrosciadium P.J.D.Winter
  - Capnophyllum Gaertn.
  - Cymbocarpum DC. ex C.A.Mey.
  - Cynorhiza Eckl. & Zeyh.
  - Dasispermum Neck. ex Raf.
  - Ducrosia Boiss.
  - Haplosciadium Hochst.
  - Heracleum L.
  - Kalakia Alava
  - Kandaharia Alava
  - Lalldhwojia Farille
  - Lefebvrea A.Rich.
  - Leiotulus Ehrenb.
  - Nanobubon Magee
  - Notobubon B.-E.van Wyk
  - Ormosciadium Boiss.
  - Pastinaca L.
  - Pastinacopsis Golosk.
  - Scaraboides Magee & B.-E.van Wyk
  - Semenovia Regel & Herder
  - Stenosemis E.Mey. ex Sond.
  - Stenotaenia Boiss.
  - Symphyoloma C.A.Mey.
  - Tetrataenium (DC.) Manden.
  - Tordyliopsis DC.
  - Tordylium Tourn. ex L.
  - Tricholaser Gilli
  - Trigonosciadium Boiss.
  - Vanasushava P.K.Mukh. & Constance
  - Zosima Hoffm.

Apioideae incertae sedis
- Arcuatopterus Clade: 
  - Arcuatopterus M.I.Sheh & R.H.Shan
- Cachrys Clade: 
  - Azilia Hedge & Lamond
  - Bilacunaria Pimenov & V.N.Tikhom.
  - Cachrys L.
  - Diplotaenia Boiss.
  - Ferulago W.D.J.Koch
  - Prangos Lindl.
  - Shomalia Lyskov
- Conioselinum chinense Clade:
  - Conioselinum Fisch. ex Hoffm.
  - Dethawia Endl.
  - Meum Mill.
  - Mutellina Wolf
  - Rivasmartinezia Fern.Prieto & Cires
- Conium Clade:
  - Conium L.
- Diplolophium Clade:
  - Diplolophium Turcz.
- Opopanax Clade:
  - Bonannia Guss.
  - Heptaptera Margot & Reut.
  - Magydaris W.D.J.Koch ex DC.
  - Opopanax W.D.J.Koch
  - Petroedmondia Tamamsch.
  - Smyrniopsis Boiss.
  - Stefanoffia H.Wolff
- Physospermopsis Clade:
  - Hansenia Turcz.
  - Hymenolaena DC.
  - Keraymonia Farille
  - Physospermopsis H.Wolff
  - Sinolimprichtia H.Wolff
  - Tongoloa H.Wolff
- Sinodielsia Clade:
  - Cenolophium W.D.J.Koch
  - Kuramosciadium Pimenov, Kljuykov & Tojibaev
  - Levisticum Hill
  - Lithosciadium Turcz.
  - Paulita Soják
  - Pterocyclus Klotzsch
  - Seselopsis Schischk.
  - Silaum Mill.
  - Sphaenolobium Pimenov
- Altri generi incertae sedis:
  - Actinanthus Ehrenb.
  - Adenosciadium H.Wolff
  - Agasyllis Spreng.
  - Angoseseli Chiov.
  - Austropeucedanum Mathias & Constance
  - Berberocarum Zakharova & Pimenov
  - Caropsis (Rouy & E.G.Camus) Rauschert
  - Cephalopodum Korovin
  - Dactylaea Fedde ex H.Wolff
  - Haloselinum Pimenov
  - Helania L.Q.Zhao & Y.Z.Zhao
  - Horstrissea Greuter, Gerstb. & Egli
  - Kamelinia F.O.Khass. & I.I.Malzev
  - Karnataka P.K.Mukh. & Constance
  - Kelussia Mozaff.
  - Kenopleurum Candargy
  - Kundmannia Scop.
  - Lereschia Boiss.
  - Lomatocarum Fisch. & C.A.Mey.
  - Mastigosciadium Rech.f. & Kuber
  - Opoidia Lindl.
  - Oreocomoides Kljuykov
  - Paraselinum H.Wolff
  - Pedinopetalum Urb. & H.Wolff
  - Pinda P.K.Mukh. & Constance
  - Rhizomatophora Pimenov
  - Rohmooa Farille & Lachard
  - Sclerochorton Boiss.
  - Selinopsis Coss. & Durieu ex Batt.
  - Synclinostyles Farille & Lachard
  - Sivadasania N.Mohanan & Pimenov
  - Stewartiella Nasir
  - Tamamschjania Pimenov & Kljuykov
  - Thamnosciadium Hartvig
  - Tschulaktavia Bajtenov ex Pimenov & Kljuykov

## Generiincertae sedis
- Asciadium Griseb.
- Hermas L.
- Homalosciadium Domin
- Klotzschia Cham.
- Platysace Bunge
- Polyzygus Dalzell